# Ascalão
Ascalão ou Ascalom (אַשְׁקְלוֹן‎  em hebraico; ٲشكلون‎ ou عسقلان Asqalān em árabe; Ascalon, em latim; Isqalluna, em acadiano) é uma cidade do Distrito Sul de Israel, situada ao norte da Faixa de Gaza na costa mediterrânea, a 64 km ao sul de Tel-Aviv.
Sua população era majoritariamente árabe, antes da Guerra árabe-israelense de 1948.

## Etimologia e uso
O topônimo "Ascalão" foi recebido pela língua portuguesa do grego Askálōn, através do latim Ascalone-. A forma grega advém do termo hebraico axhhlon, "emigração".
A grafia tradicional do topônimo em português é "Ascalão", registrada em diversas fontes onomásticas. Algumas versões da Bíblia em português empregam todavia as formas alternativas "Ascalom", "Ascalon" e "Asquelom".
A imprensa de língua portuguesa tem empregado a grafia "Ashkelon", transliteração do original hebraico para o inglês ou francês.
O gentílico de Ascalão é "ascalonita", de dois gêneros.

## História
O antigo porto marítimo de Ascalão remonta à Idade do Bronze. Ao longo de sua história, a cidade foi dominada por uma sucessão de povos, incluindo  cananeus, filisteus, hurritas, assírios, egípcios, fenícios, hebreus, persas, gregos, romanos, muçulmanos, cruzados, otomanos e britânicos.
Foi destruída pelos mamelucos em 1270 e posteriormente reconstruída pelos árabes, de modo que em 1576 era a sexta maior cidade da Palestina, com uma população de 2 795 habitantes. Na altura de 1948, Ascalão havia crescido para 11 000 habitantes, quando a Guerra Árabe-Israelense eclodiu. Na ocasião, o povoado árabe de Majdal, na região de Ascalão, tornou-se a posição avançada da força expedicionária egípcia baseada em Gaza. O povoado foi ocupado pelas forças israelenses em 5 de novembro de 1948 e a população árabe fugiu para Gaza junto com a retirada do exército egípcio. A moderna cidade israelense de Ascalão, fundada em 1950, conta com uma população de 108 900 habitantes.

## Escavações

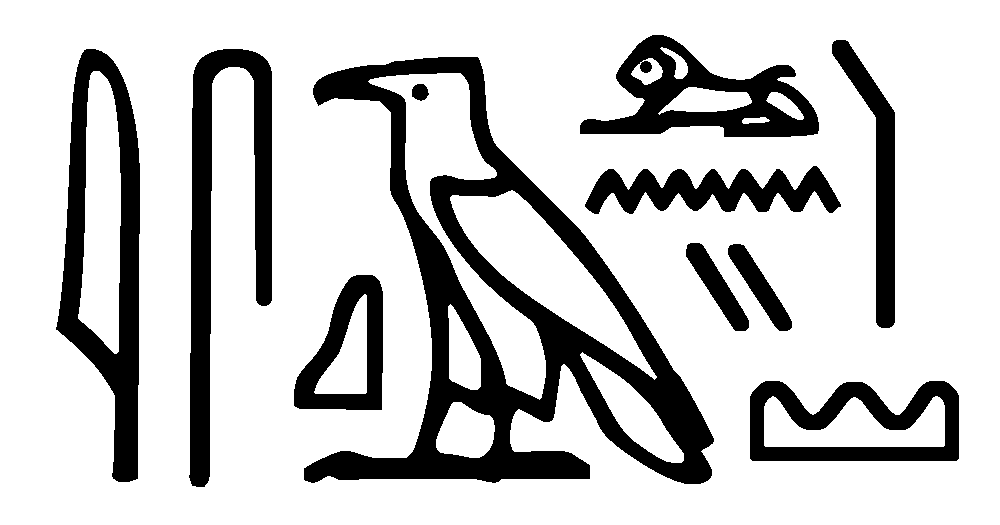
Ascalão é mencionada na Estela de Merneptá como iskeluni.

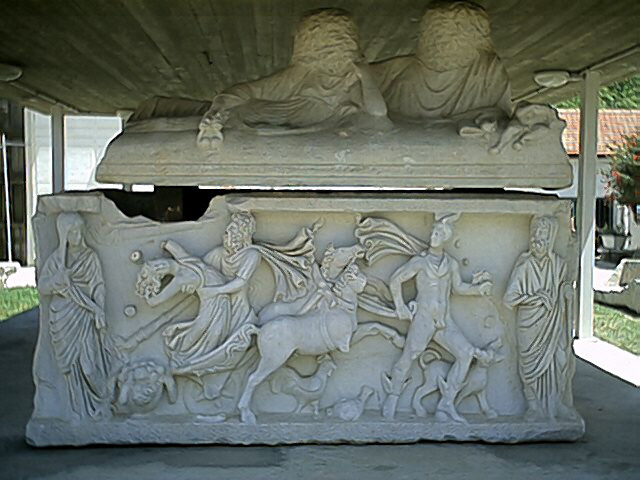
Um antigo sarcófago em Ascalão.

O local foi o maior e mais antigo porto marítimo de Canaã, e posteriormente, uma das "cinco cidades" (Pentápole) dos filisteus. Escavações arqueológicas iniciadas em 1985, chefiadas por Lawrence Stager, da Universidade de Harvard, estão revelando um sítio com aproximadamente 15 m de entulho acumulado de períodos sucessivos: cananeu, filisteu, Israelita, fenício, iraniano, helenístico, romano, bizantino, islâmico e dos cruzados.
Nas camadas antigas estão túmulos em poço do período pré-fenício cananeu. A cidade foi originalmente construída em arenito e possui um bom lençol freático. Foi uma cidade relativamente grande com cerca 15 000 pessoas vivendo dentro de seus muros. Ascalão foi uma próspera cidade da Idade do Bronze média (2000–1550 a.C.) de mais de 607 000 m², com estradas e o mais antigo portal em arco do mundo. As escavações na parte norte demonstram que na Idade do Bronze média (1700–1550 a.C.) as portas e fortificações foram reconstruídas quatro vezes num período de 150 anos, o que demonstra a grande turbulência social no período.
A chegada dos filisteus pôs fim ao período cananeu na cidade. Durante a dominação filisteia, tornou a ser uma das cinco cidades em que o território filisteu era dividido (Pentápole). Textos cuneiformes deixam claro que Ascalão foi uma cidade filisteia durante a maior parte da Idade do Ferro (1200–586 a.C.).
No século VIII a.C. a cidade foi controlada pelos assírios e posteriormente pelos egípcios. Já em 604 a.C. a Ascalão foi destruída por Nabucodonosor II, sendo reconstruída oitenta anos depois. Durante o período persa, a cidade pertenceu aos fenícios.
Quando Alexandre, o Grande conquistou a região, em 332 a.C., Ascalão passou a ser parte de seu império. Assim, os ptolomeus a governaram até 198 a.C., passando, então, ao controle dos selêucidas.
Durante o período macabeu, Ascalão recebeu Jônatas triunfalmente; este evitou a destruição da cidade (ver I Macabeus 10:86-87; 11:60). A partir daí, manteve sua autonomia, inclusive durante o período romano (37 a.C.–324). E esta autonomia foi referendada pelos romanos, durante a revolta judaica de 70, pela neutralidade da cidade durante o conflito.

### Escavadores
As primeiras escavações em Ascalão foram realizadas em 1815, por Lady Herster Lucy Atanhope. Posteriormente, em 1920 e 1921, foram realizadas novas escavações pelo arqueólogo britânico John Garstang. As últimas escavações foram realizadas a partir de 1990 por Laurence Stager, da Universidade de Harvard.

## Fotografia panorâmica

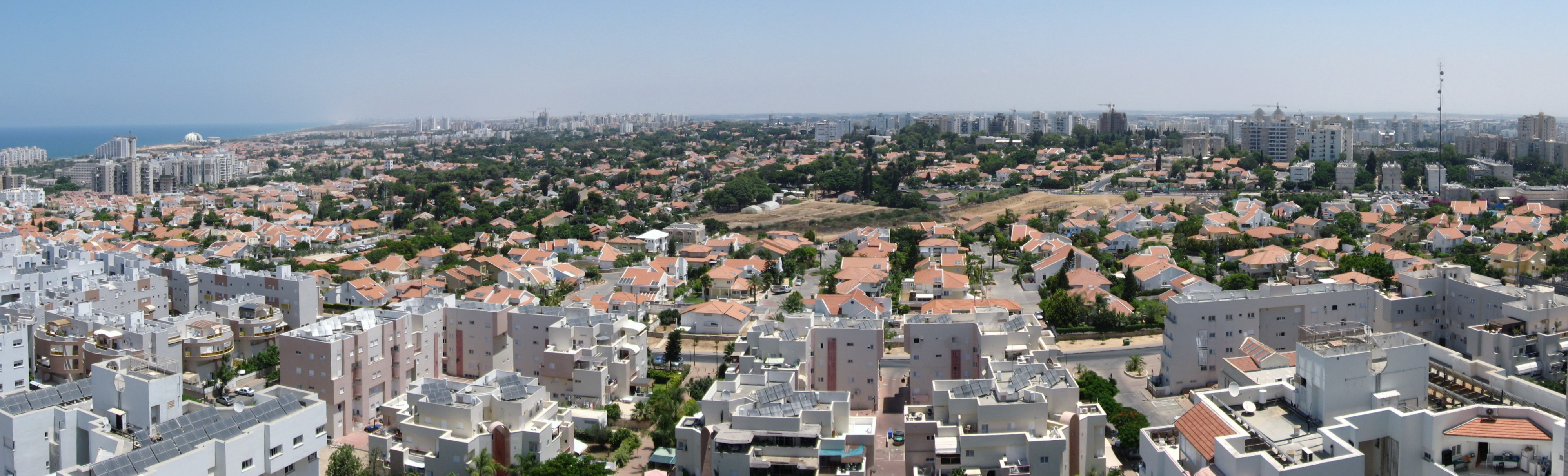
Fotografia panorâmica de Ascalão

## Geminações
Ascalão possui as seguintes cidades-gémeas:
- Côte Saint-Luc, Quebeque, Canadá
- Xingyang, República Popular da China
- Aix-en-Provence, França
- Cutáissi, Geórgia
- Berlim-Weißensee, Alemanha
- Sopot, Polónia
- Entebbe, Uganda
- Portland, Oregon, EUA
- Baltimore, Mariland, EUA
- Iquique, Chile